# Malaki Branham
Malaki Lamar Branham (Columbus, 12 maggio 2003) è un cestista statunitense, professionista nella NBA con gli Washington Wizards.

## Carriera
Dopo aver trascorso una stagione con gli Ohio State Buckeyes, nel 2022 si dichiara per il Draft NBA, venendo selezionato con la ventesima scelta assoluta dai San Antonio Spurs.

## Statistiche

### NCAA
| Anno      | Squadra             | PG | PT | MP   | TC%  | 3P%  | TL%  | RP  | AP  | PRP | SP  | PP   |
| --------- | ------------------- | -- | -- | ---- | ---- | ---- | ---- | --- | --- | --- | --- | ---- |
| 2021-2022 | Ohio State Buckeyes | 32 | 31 | 29,7 | 49,8 | 41,6 | 83,3 | 3,6 | 2,0 | 0,7 | 0,3 | 13,7 |
| Carriera  | Carriera            | 32 | 31 | 29,7 | 49,8 | 41,6 | 83,3 | 3,6 | 2,0 | 0,7 | 0,3 | 13,7 |

#### Massimi in carriera
- Massimo di punti: 35 vs Nebraska-Lincoln (2 gennaio 2022)[4]
- Massimo di rimbalzi: 8 vs Iowa (19 febbraio 2022)
- Massimo di assist: 5 vs Northwestern (9 gennaio 2022)
- Massimo di palle rubate: 4 vs Loyola (18 marzo 2022)
- Massimo di stoppate: 2 vs Indiana (21 febbraio 2022)
- Massimo di minuti giocati: 42 vs Nebraska-Lincoln (2 gennaio 2022)

### NBA

#### Regular season
| Anno      | Squadra           | PG  | PT | MP   | TC%  | 3P%  | TL%  | RP  | AP  | PRP | SP  | PP   |
| --------- | ----------------- | --- | -- | ---- | ---- | ---- | ---- | --- | --- | --- | --- | ---- |
| 2022-2023 | San Antonio Spurs | 66  | 32 | 23,5 | 44,0 | 30,2 | 82,9 | 2,7 | 1,9 | 0,5 | 0,1 | 10,2 |
| 2023-2024 | San Antonio Spurs | 75  | 29 | 21,3 | 43,2 | 34,7 | 87,3 | 2,0 | 2,1 | 0,4 | 0,1 | 9,2  |
| 2024-2025 | San Antonio Spurs | 47  | 0  | 9,1  | 45,8 | 40,5 | 81,8 | 1,1 | 0,8 | 0,2 | 0,0 | 5,0  |
| Carriera  | Carriera          | 188 | 61 | 19,0 | 43,9 | 33,6 | 84,3 | 2,0 | 1,7 | 0,4 | 0,1 | 8,5  |

#### Massimi in carriera
- Massimo di punti: 27 vs Detroit Pistons (10 febbraio 2023)[5]
- Massimo di rimbalzi: 7 (2 volte)
- Massimo di assist: 8 vs Los Angeles Lakers (15 dicembre 2023)
- Massimo di palle rubate: 3 vs Chicago Bulls (13 gennaio 2024)
- Massimo di stoppate: 1 (7 volte)
- Massimo di minuti giocati: 43 vs Detroit Pistons (10 febbraio 2023)

### G League
| Anno      | Squadra      | PG | PT | MP   | TC%  | 3P%  | TL%  | RP  | AP  | PRP | SP  | PP   |
| --------- | ------------ | -- | -- | ---- | ---- | ---- | ---- | --- | --- | --- | --- | ---- |
| 2022-2023 | Austin Spurs | 2  | 2  | 24,4 | 33,3 | 22,2 | 50,0 | 3,0 | 1,0 | 1,0 | 0,0 | 11,0 |
| Carriera  | Carriera     | 2  | 2  | 24,4 | 33,3 | 22,2 | 50,0 | 3,0 | 1,0 | 1,0 | 0,0 | 11,0 |